# Sweet Talker
Sweet Talker —en español: Zalamero— es el tercer álbum de estudio de la cantante y compositora británica Jessie J. Fue lanzado el 10 de octubre de 2014 a través de Lava y Republic Records.

## Antecedentes y lanzamiento
En septiembre de 2013, Jessie J anunció que retrasaría el lanzamiento de la edición norteamericana de Alive porque su sello «no sintió que el álbum funcionaría en su territorio» y que se mudaría a los Estados Unidos en un esfuerzo por entrar en el mercado del país. Además confirmó que estuvo trabajando durante una semana con Pharrell Williams en canciones exclusivas para la edición norteamericana. Aunque en enero de 2014 Jessie canceló su gira británica con Robin Thicke para poder terminar y lanzar esa edición durante el año, la cantante comenzó a añadir la etiqueta #jessiejalbum3 en sus publicaciones de Instagram y Twitter para mayo de 2014. Tras debutar canciones de su tercer disco durante un recital en Madrid, España, y en el Rock in Rio Lisboa VI a principios de junio, Jessie lanzó «Bang Bang» —que cuenta con la participación de Ariana Grande y Nicki Minaj— como primer sencillo del álbum sucesor de Alive el 29 de julio.

## Promoción

### Sencillos
El primer single del álbum es Bang Bang fue publicado el 29 de julio de 2014 a través de Lava Records y Republic Records, el sello que alberga los tres artistas, y sirve como un único conjunto. Comercialmente, la canción tuvo un buen resultado, debutando en el número 6 en el Billboard Hot 100, haciendo que la canción este en el peak más alto en las listas de Billboard (junto a "Domino" en 2012, que también alcanzó el puesto número seis). También alcanzó el top 10 en Canadá, Australia y Nueva Zelanda.

### Presentaciones en vivo
El 14 de febrero de 2014 confirmaron que Jessie estaría abriendo el Rock in Rio Lisboa VI el 1 de junio de 2014. En el concierto, la cantante interpretó temas de sus canciones así como cuatro canciones de Sweet Talker: «Ain't Been Done», «Keep Us Together», «You Don't Really Know Me» y la canción homónima del disco. Bang Bang se realizó en vivo en el Elvis Duran y el Morning Show el 31 de julio de 2014. En agosto, Jessie J bromeaba en un fragmento del verso de 2 Chains de la canción "Burning Up", en una entrevista con Idolator. «Bang Bang» recibió su primer show televisado el 24 de agosto de 2014 en los VMAs junto con Ariana Grande y Nicki Minaj actuando con Jessie J por primera vez. El video musical también se estrenó en la misma noche.

## Lista de canciones
- Edición estándar

| Sweet Talker |                                               | |               |          |  |
| N.º          | Título                                        | Escritor(es) | Productor(es) | Duración |  |
| 1.           | «Ain't Been Done»                             | David Gamson, Emily Warren y Scott Harris                                                                                          |               | 3:00     |  |
| 2.           | «Burnin' Up» (con 2 Chainz)                   | Jessica Cornish, Andreas Schuller, Eric Frederic, Chloe Angelides, Jacob Kasher Hindlin, Rickard Göransson, Gamal Lewis y 2 Chainz |               | 3:40     |  |
| 3.           | «Sweet Talker»                                | Cornish, Alessia DeGasperis Brigante, Yonatan Ayal, Maxime Picard, Clément Picard, Diplo y James Somani                            |               | 3:42     |  |
| 4.           | «Bang Bang» (con Ariana Grande y Nicki Minaj) | Max Martin, Göransson, Savan Kotecha y Onika Maraj                                                                                 |               | 3:19     |  |
| 5.           | «Fire»                                        | Steve Booker y John Newman |               | 3:56     |  |
| 6.           | «Personal»                                    | Elle Varner, Jenna Andrews y William Wiik Larsen                                                                                   |               | 3:54     |  |
| 7.           | «Masterpiece»                                 | Josh Alexander, Britt Burton y Warren                                                                                              |               | 3:40     |  |
| 8.           | «Seal Me With a Kiss» (con De La Soul)        | Cornish, Andrew Wansel, Warren Felder, George Clinton, Philippé Wynne, Kelvin Mercer y Dave Jolicoeur                              |               | 3:53     |  |
| 9.           | «Said Too Much»                               | Cornish, Jonas Jeberg, Sean Douglas y Jason Evigan                                                                                 |               | 3:34     |  |
| 10.          | «Loud» (con Lindsey Stirling)                 | Terius "The-Dream" Nash y Christopher A. Stewart                                                                                   |               | 4:33     |  |
| 11.          | «Keep Us Together»                            | Louis Biancaniello, Sevyn Streeter, Stepan Taft, Cory Rooney y Ryan Vojtesak                                                       |               | 3:49     |  |
| 12.          | «Get Away»                                    | Cornish, Steve Mac y Wayne Hector                                                                                                  |               | 3:50     |  |
| 44:50        |                                               | |               |          |  |

- Edición de lujo

| Sweet Talker — Edición de lujo |                            |              |               |          |  |
| N.º                            | Título                     | Escritor(es) | Productor(es) | Duración |  |
| 13.                            | «Your Loss I'm Found»      |              |               | 3:37     |  |
| 14.                            | «Strip»                    |              |               | 3:33     |  |
| 15.                            | «You Don't Really Know Me» |              |               | 3:55     |  |
| 55:55                          |                            |              |               |          |  |

## Posicionamiento en listas
| Lista (2014)                       | Posición |
| ---------------------------------- | -------- |
| Australia (ARIA)                   | 14       |
| Austria (Ö3 Austria Top 40)        | 25       |
| Bélgica (Ultratop flamenca)        | 22       |
| Canadá (Billboard Canadian Albums) | 16       |
| Croacia (Toplista)                 | 7        |
| Países Bajos (Album Top 100)       | 19       |
| Francia (SNEP)                     | 131      |
| Alemania (Media Control Charts)    | 25       |
| Irlanda (IRMA)                     | 11       |
| Dinamarca (Hitlisten)              | 26       |
| Italia (FIMI)                      | 33       |
| Nueva Zelanda (Recorded Music NZ)  | 13       |
| Noruega (VG-lista)                 | 15       |
| Portugal (AFP)                     | 30       |
| Escocia (Scottish Albums Chart)    | 6        |
| Corea del Sur (Gaon Chart)         | 15       |
| España (PROMUSICAE)                | 20       |
| Suecia (Sverigetopplistan)         | 15       |
| Suiza (Schweizer Hitparade)        | 12       |
| Reino Unido (UK Albums Chart)      | 1        |
| Estados Unidos (Billboard 200)     | 6        |

### Certificaciones
| País        | Organismo certificador | Certificación | Simbolización | Ventas | Ref.   |
| ----------- | ---------------------- | ------------- | ------------- | ------ | ------ |
| Brasil      | ABPD                   | Platino       | ▲             | 40 000 | [ 34 ] |
| Reino Unido | BPI                    | Plata         | ♦             | 60 000 | [ 35 ] |

## Historial de lanzamientos
- Edición estándar

| País           | Fecha                 | Formato               | Discográfica            | Ref.   |
| -------------- | --------------------- | --------------------- | ----------------------- | ------ |
| Estados Unidos | 10 de octubre de 2014 | CD y descarga digital | Lava y Republic Records | [ 1 ]  |
| Alemania       | 10 de octubre de 2014 | CD y descarga digital | Lava y Republic Records | [ 36 ] |
| Argentina      | 13 de octubre de 2014 | CD y descarga digital | Lava y Republic Records | [ 37 ] |
| Reino Unido    | 14 de octubre de 2014 | CD y descarga digital | Lava y Republic Records | [ 38 ] |

- Edición de lujo

| País           | Fecha                 | Formato               | Discográfica            | Ref.   |
| -------------- | --------------------- | --------------------- | ----------------------- | ------ |
| Estados Unidos | 10 de octubre de 2014 | CD y descarga digital | Lava y Republic Records | [ 2 ]  |
| Alemania       | 10 de octubre de 2014 | CD y descarga digital | Lava y Republic Records | [ 39 ] |
| Argentina      | 13 de octubre de 2014 | CD y descarga digital | Lava y Republic Records | [ 40 ] |
| Reino Unido    | 14 de octubre de 2014 | CD y descarga digital | Lava y Republic Records | [ 41 ] |